# Reina de la Radio
La Reina de la Radio (Rainha do Rádio en portugués) fue un concurso creado por la Asociación Brasileña de Radio para recaudar fondos para la construcción de un hospital. Las cédulas de votación vinieron de la Revista do Rádio y la primera premiación ocurrió en 1937 durante la tarde en el Laranjeiras, un barco carnavalesco atracado en la Esplanada del Castillo, en Río de Janeiro. Linda Batista fue la ganadora y retuvo el título durante once años hasta que fueron llevadas a cabo nuevas votaciones.
La elección de 1949 marcó una de las mayores rivalidades de la historia de la MPB: Marlene y Emilinha Borba. Marlene fue contratada por la Antarctica, que estaba lanzando la Guaraná Caçulinha.
Para promover la marca, la compañía le dio un cheque en blanco para que ella comprara varias revistas, es decir, se necesitaban que los votos fuesen necesarios. Marlene fue elegida con 529 982 votos. Emilinha era una fuerte candidata, pero terminó tercera, después de Ademilde Fonseca.
Marlene retuvo el título en 1950, entregándoselo al año siguiente a Dalva de Oliveira. Emilinha lo ganaría únicamente en 1953. Ese año, la Revista do Rádio comenzó a realizar elecciones estatales. Algunos estados pasarían a tener sus propias reyes y reinas.
En Río de Janeiro, el primer cantante en ser elegido el Rey de la Radio (Rei do Rádio en portugués) fue Francisco Carlos, en 1958.
La radio de São Paulo realizó el concurso una sola vez, en 1953. Isaura Garcia fue la elegida.

## Ganadoras de la Reina de la Radio
- Linda Batista (1937-1948).
- Dircinha Batista (1949).
- Marlene (1950).
- Isaurinha Garcia (1950).
- Dalva de Oliveira (1951-1952).
- Emilinha Borba (1953).
- Ângela Maria (1954).
- Vera Lúcia (1955).
- Dóris Monteiro (1956).
- Mary Gonçalves (1957).
- Julie Joy (1958).